# Miyabe Keijun
Miyabe Keijun (磯野 員昌?; 1528 – 20 aprile 1599) è stato un samurai giapponese del periodo Sengoku servitore prima del clan Azai e poi di quello Oda.

## Biografia
Keijun fu un monaco Tendai del monte Hiei. Padre di Miyabe Nagafusa, divenne un rispettabile amministratore di Toyotomi Hideyoshi durante la seconda metà del periodo Sengoku. 
Il suo nome potrebbe anche essere letto come Miyabe Tsugimasu. 
Keijun ricevette il castello di Miyabe da Azai Nagamasa quando diede il suo sostegno al clan Azai. Lottando contro il clan Oda durante la battaglia di Anegawa nel 1570, Nagamasa e il suo alleato Asakura Yoshikage furono sconfitti, spingendo Keijun a diffidare delle capacità di Nagamasa, ma non abbastanza da farlo disertare. 
Nel 1573, Oda Nobunaga pose l'assedio al castello di Sawayama del clan Azai, che era governato da Isono Kazumasa. Il castello cadde dopo un assedio che durò circa otto mesi. In risposta, Nagamasa prese la madre anziana di Kazumasa, che teneva in ostaggio nel castello di Odani e la giustiziò. Keijun si infuriò per il gesto di Nagamasa, disertò e si alleò con Nobunaga aiutandolo a sconfiggere definitivamente gli Azai. Keijun servì sotto Nobunaga fino alla morte di quest'ultimo nel 1582, momento in cui poi divenne servitore di Toyotomi Hideyoshi, aiutandolo in gran parte attraverso l'amministrazione e la produzione agricola. Sostenendo Hideyoshi partecipò inoltre alla campagna di Kyūshū del 1587. 
Per la sua bravura sia nell'agricoltura che nell'amministrazione Hideyoshi ricompensò Keijun con il castello di Tottori nella provincia di Inaba, che passò al figlio nel 1596, anno in cui Keijun si ritirò dal servizio come amministratore dei Toyotomi.